# Riafusun
Riafusan ist eine osttimoresische Aldeia im Suco Lausi (Verwaltungsamt Aileu, Gemeinde Aileu). 2015 lebten in der Aldeia 42 Menschen.

## Geographie
Die Aldeia Riafusan bildet eine Exklave des Sucos Lausi. Sie liegt südlich des Sucos Seloi Malere, getrennt durch den Manolane, einen Quellfluss des Monofonihun. Im Westen und Süden grenzt Riafusun an den Suco Liurai. Im Osten liegt zwischen Riafusan und dem Hauptterritorium des Sucos Lausi ein etwa ein Kilometer breiter Streifen aus den Sucos Fahiria und Bandudato. Die Überlandstraße, die die Gemeindehauptstädte Aileu und Ainaro miteinander verbindet, durchquert die Aldeia. Im Norden liegt das Dorf Raifusa (Raifusu, Raifusan).

## Politik
2023 wurde João de Araujo zum Chefe de Aldeia gewählt.